# Eskelhems pastorat
Eskelhems pastorat är ett pastorat i Medeltredingens kontrakt i Visby stift på Gotland.
Det består av församlingarna Eskelhem-Tofta församling samt Vall, Hogrän och Atlingbo församling. Före 2006 var de två församlingarna fem: Eskelhems församling, Tofta församling, Valls församling, Hogräns församling och Atlingbo församling. 
Pastoratskod är 120202.

## Kyrkor
- Eskelhems kyrka
- Tofta kyrka
- Atlingbo kyrka
- Hogräns kyrka
- Valls kyrka
- Gnisvärds strandkyrka

## Series Pastorum

### Kyrkoherdar
| År        | Namn                    |
| --------- | ----------------------- |
| 2008–2025 | Monika May              |
| 2025–     | Ulf Kundler Ridderstedt |